# كيفين كلاين
كيفين كلاين (بالإنجليزية: Kevin Kline)‏ ممثل أمريكي من مواليد 24 أكتوبر 1947، حاصل على جائزة الأوسكار 1988 لأفضل ممثل مساعد عن دوره في فيلم سمكة اسمها واندا.

## وصلات خارجية
- كيفين كلاين على موقع IMDb (الإنجليزية)
- كيفين كلاين على موقع ميتاكريتيك (الإنجليزية)
- كيفين كلاين على موقع الموسوعة البريطانية (الإنجليزية)
- كيفين كلاين على موقع روتن توميتوز (الإنجليزية)
- كيفين كلاين على موقع مونزينجر (الألمانية)
- كيفين كلاين على موقع ألو سيني (الفرنسية)
- كيفين كلاين على موقع ميوزك برينز (الإنجليزية)
- كيفين كلاين على موقع تيرنر كلاسيك موفيز (الإنجليزية)
- كيفين كلاين على موقع أول موفي (الإنجليزية)
- كيفين كلاين على موقع بوكس أوفيس موجو (الإنجليزية)